# Krzyż (odznaczenie)

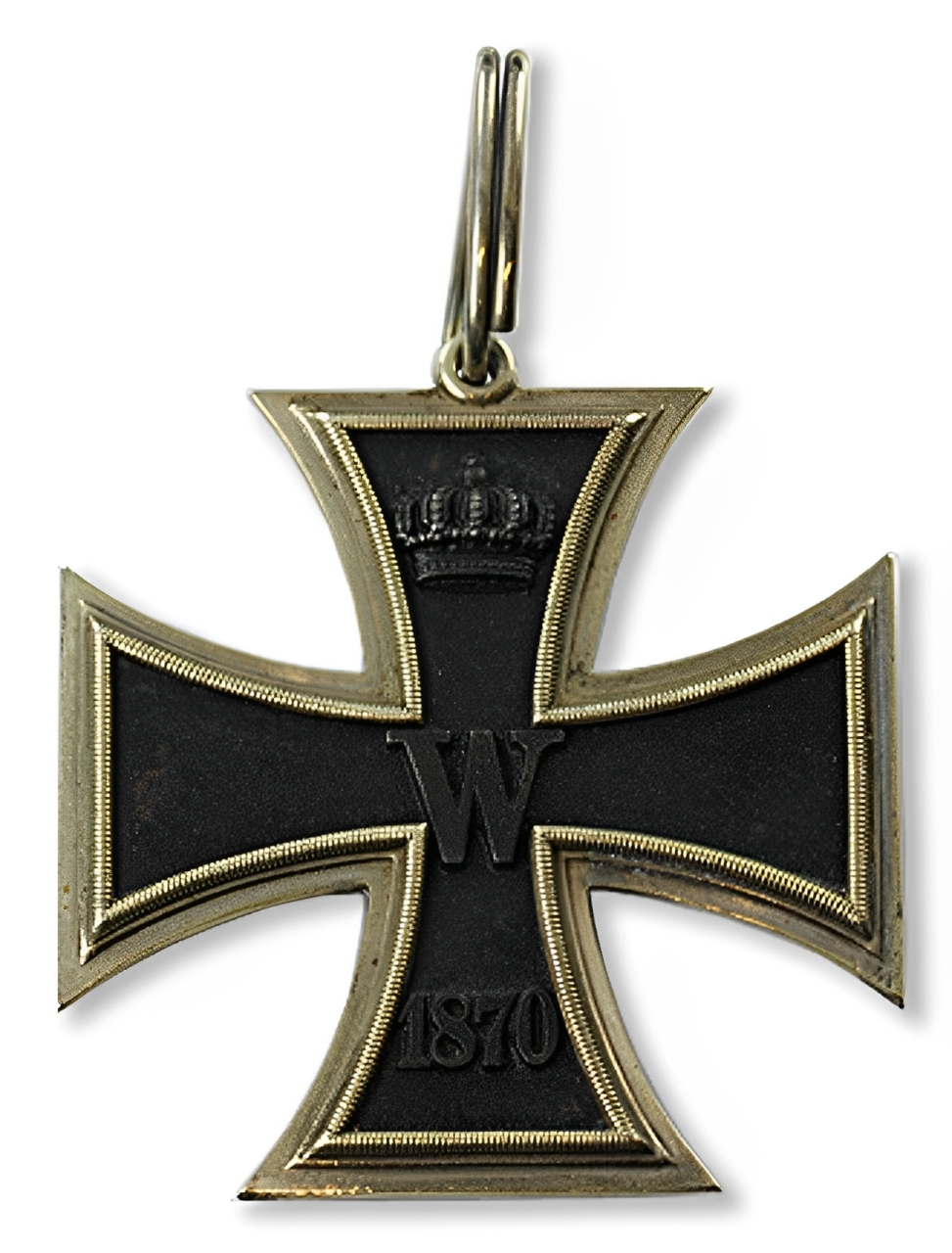
Krzyż Żelazny w wersji z 1870 r.

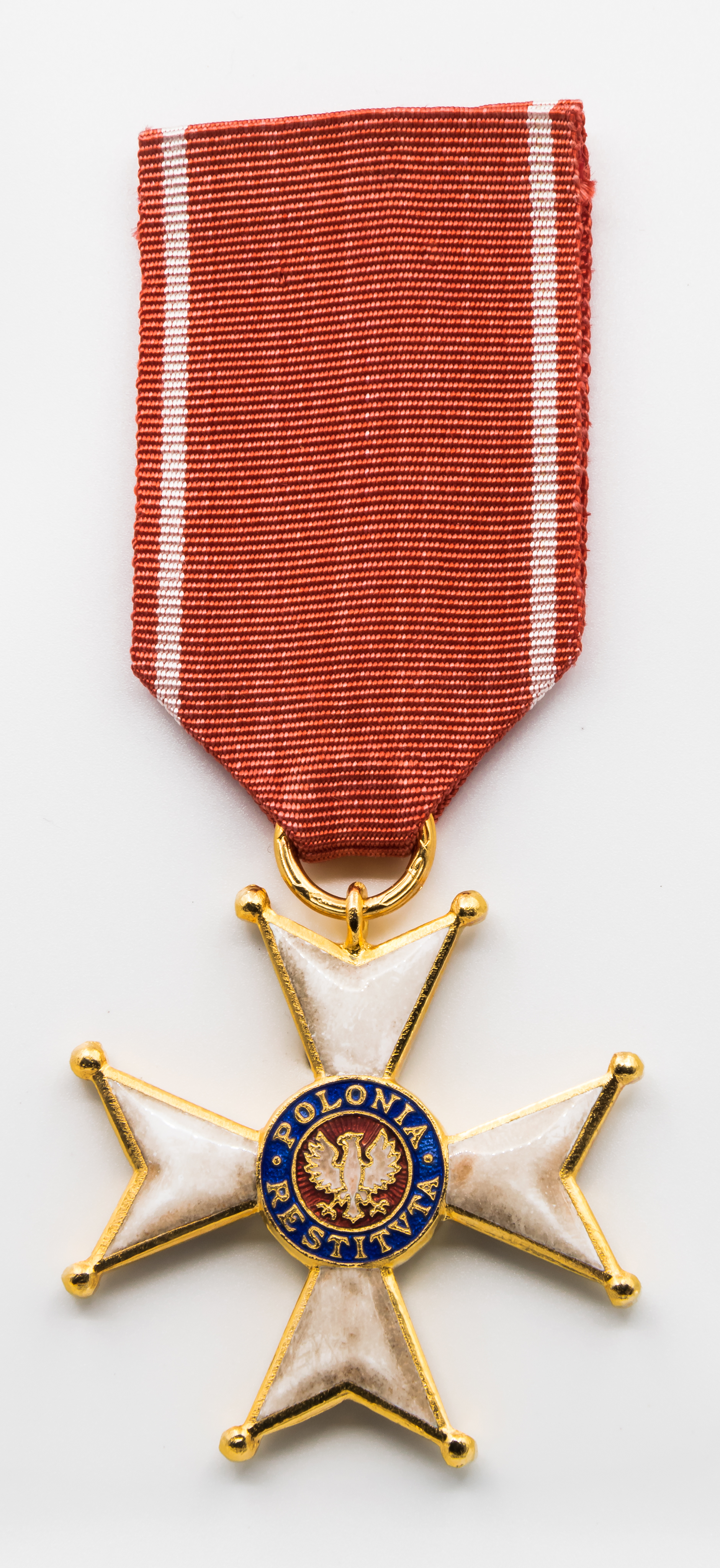
Krzyż Kawalerski Orderu Odrodzenia Polski

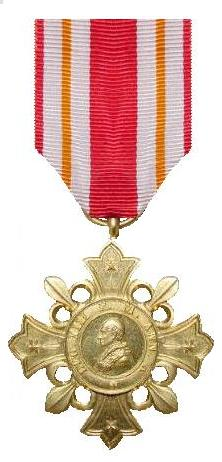
Papieski Pro Ecclesia et Pontifice

Krzyż – najczęstsza forma odznak orderowych (krzyż orderowy) lub rodzaj odznaczenia.

## Odznaka orderowa
Krzyż orderowy został przejęty z oznak zakonów Rycerskich, które były naszywane na płaszczach ich członków. Jako odznaka zwykle był bogato zdobiony szlachetnymi kamieniami, wykonany z kruszców, pokryty emaliami. Noszony był na łańcuchu, z czasem zaczęto wieszać go na wstęgach noszonych na szyi (komandoria), a później w XVII i XVIII wieku niektóre ordery zostały podzielone na klasy:
I klasa – krzyż wielki (noszony na wielkiej wstędze przewieszanej przez jedno ramię do przeciwległego biodra),
II klasa – krzyż komandorski (noszony na węższej wstędze na szyi),
III klasa – krzyż kawalerski (noszony na wstążce przypiętej do lewej piersi.
W XIX wieku pojawiła się nowa klasa – krzyże oficerskie, które nie różniły się kształtem od krzyży kawalerskich, ale wykonane były z lepszego kruszcu, np. oficerskie ze złota, a kawalerskie ze srebra.
W godłach umieszczonych na krzyżach orderowych umieszczane są zwykle motywy związane z heraldyką państwa nadającego, monogramy władców, daty ustanowienia, wizerunki świętych patronów, dewizy orderowe.
Najczęściej stosowane w orderach formy krzyży:
krzyż maltański,
krzyż grecki,
i krzyż łaciński.
Pięcioramienny order francuskiej Legii Honorowej zwany był również krzyżem gwiaździstym.

## Rodzaj odznaczenia
Jako najczęstsza forma odznaczenia jest widomym znakiem wyróżnienia za zasługi lub czyny. Może być nadawany przez władze państwowe, instytucje lub organizacje. Krzyże zasługi mogą przybierać różne formy, np. austriacki Krzyż Zasługi dla Duchownych Wojskowych ma kształt połączonego krzyża łacińskiego z krzyżem trójlistnym, papieski Pro Ecclesia et Pontifice oparty był na motywie krzyża liliowego, a dawny Benemerenti miał wygląd krzyża kawalerskiego zbliżony do krzyża Ruperta, a rosyjski Krzyż Świętego Jerzego ma kształt krzyża rycerskiego z wąskimi ramionami. Niekiedy krzyże służą jako odznaczenia pamiątkowe, np. austriacki Krzyż Armatni.

## Przykłady
- brytyjskie Krzyż Jerzego George Cross, Krzyż Wybitnej Służby Distinguished Service Cross, Krzyż Wiktorii Victoria Cross,
- czechosłowacki Krzyż Wojenny válečný kříž,
- francuski Krzyż Wojenny Croix de Guerre,
- norweski Krzyż Wojenny Krigskorset,
- portugalski Krzyż Wojenny Cruz de Guerra,
- Krzyż Wolności Estonii Eesti Vabaduse Rist Teenetemärk,
- niemiecki Krzyż Żelazny Eisernes Kreuz[1].

### W Polsce
- Krzyż Armii Krajowej,
- Krzyż Batalionów Chłopskich,
- Krzyż Bitwy pod Lenino,
- Krzyż Czynu Bojowego Polskich Sił Zbrojnych na Zachodzie,
- Krzyż Niepodległości,
- Krzyż Ochotniczy za Wojnę,
- Krzyż Narodowego Czynu Zbrojnego,
- Krzyż Pamiątkowy Monte Cassino,
- Krzyż Partyzancki,
- Krzyż Walecznych,
- Krzyż za udział w Wojnie 1918–1921,
- Krzyż Zasługi,
- Krzyż Zasługi z Mieczami,
- Krzyż Zasługi za Dzielność,
- Śląski Krzyż Powstańczy,
- Warszawski Krzyż Powstańczy,
- Wielkopolski Krzyż Powstańczy